# موربورن
موربورن (به انگلیسی: Morborne) یک روستا و محله مدنی در بریتانیا است که در هانتینگدونشر واقع شده‌است.